# David Selby
David Lynn Selby (Morgantown (West Virginia), 5 februari 1941) is een Amerikaans acteur en auteur.

## Biografie
Selby werd geboren in Morgantown (West Virginia), en haalde aldaar zijn bachelor of science en zijn master in theaterwetenschap aan de West Virginia University. Hierna haalde hij zijn PhD aan de Southern Illinois University in Carbondale (Illinois).
Selby begon in 1968 met acteren in de televisieserie Dark Shadows, waar hij de rol speelde van Quentin Collins in 307 afleveringen (1968-1971). Hierna speelde hij nog meerdere rollen in televisieseries en films. Hij is ook bekend van zijn rol als Richard Channing in de televisieserie Falcon Crest waar hij in 209 afleveringen speelde (1982-1990). Voor zijn rol in Falcon Crest werd hij in 1986, 1988 en 1990 genomineerd voor een Soap Opera Digest Award en in 1989 won hij deze award in de categorie Uitstekende Acteur in een Hoofdrol.
Selby heeft als auteur verschillende boeken uitgebracht: een gedichtenbundel met de naam My Mother's Autumn en Happenstance, Romans met de naam Lincoln's Better Angel en The Blue Door. Ook heeft hij twee memoires geschreven: A Better Place wat over het opgroeien in West Virginia gaat en My Shadowed Past wat over zijn acteerperiode in de televisieserie Dark Shadows gaat.

## Filmografie

### Films
Selectie:
- 2015: Equals – Leonard
- 2012: Dark Shadows – gast
- 2010: The Social Network – Gage
- 2010: Inhale – Henry White
- 2006: Unknown – politiekapitein Parker
- 2006: End Game – Shakey Fuller
- 2004: Surviving Christmas – Horace Vangilder
- 1996: White Squall – Francis Beaumont
- 1991: Dying Young – Richard Geddes
- 1981: Rich and Famous – Douglas 'Doug' Blake
- 1980: Raise the Titanic – dr. Gene Seagram

### Televisieseries
Uitgezonderd eenmalige gastrollen.
- 2017-2018: Legion – Brubaker (4 afl.)
- 2007: Tell Me You Love Me – Arthur Foster (9 afl.)
- 1997–1999: Soldier of Fortune, Inc. – Xavier Trout (8 afl.)
- 1982–1990: Falcon Crest – Richard Channing (209 afl.)
- 1981–1982: Flamingo Road – Michael Tyrone (18 afl.)
- 1977: Washington: Behind Closed Doors – Roger Castle (6 afl.)
- 1968–1971: Dark Shadows – Quentin Collins (313 afl.)

## TheaterwerkBroadway
- 1981 I Won't Dance - als Dom
- 1976 The Eccentricities of a Nightingale - als John Buchanan jr.
- 1976 The Heiress - als Morris Townsend
- 1970 Gandhi - als de Antagonist

- Biblioteca Nacional de España: XX1540727
- Bibliothèque nationale de France: cb14226015z (data)
- International Standard Name Identifier: 0000 0001 1526 3995
- Library of Congress Control Number: no95030120
- Nationale Bibliotheek van Israël: 987007447588705171
- Système universitaire de documentation: 129511056
- Virtual International Authority File: 11890566
- WorldCat: E39PBJq6Y7GhVhRW4jcyd4Cfbd